# Marguerite Walfridson
Marguerite Helene Nysten-Walfridson, född 29 oktober 1929 i Borgå, Finland, död 2012 på Lidingö, var en finlandssvensk författare, tecknare, målare och designer.
Hon var dotter till ingenjören Nestor Nysten och Gertrud Jokisalmi Johansson och från 1952 gift med redaktören Per Roland Alexander Walfridzon. Hon studerade 1947–1951 på grafiska linjen på Ateneum (Konstindustriella läroverket) i Helsingfors och under ett flertal studieresor till Paris, Italien och Schweiz. Hon var från 1951 verksam i Sverige. Som konstnär var hon huvudsakligen verksam som tecknare i tusch men utförde även målningar i akvarell. Som illustratör medverkade hon bland annat i Folket i bild, All världens berättare, Husmodern och Svenska Dagbladet. Hon hade även en egen spalt i Svenska Dagbladet under 1970-talet där hon både tecknade och skrev samt utförde bokomslag för flera bokförlag. Hon medverkade även i Femina där hon skrev och tecknade om heminredning samt i Vi. Som konstnär medverkade Walfridson i Stockholmssalongerna på Liljevalchs konsthall och ett flertal gånger i Lidingösalongerna och hon var representerad vid en internationell utställning i Graz 1958. 
Hennes facklitterära böcker har särskild inriktning på växter och då speciellt kruk- och kryddväxter. Walfridson har även skrivit en del kokböcker samt haft designuppdrag åt Ikea och Höganäs Keramik. Walfridson är representerad med en bok vid Nationalmuseum. 

## Utgivelser
- Farliga Växter, Bonniers, 1961
- Blommor Hemma, 1981,
- Marguerites "vilda" mat, LT 1983
- Doft, Rabén & Sjögren, 1993
- Matsvampar och Svampmat, Almqvist & Wiksell, 1984
- Krydderi, Rabén & Sjögren, 1986
- Mitt Portugal, Rabén & Sjögren, 1991
- Matlycka, Rabén & Sjögren, 1992
- Madeira - min blommande ö, Bonniers, 1994
- Huskurer, Semic, 1997
- Kryddor, Semic, 1998
- Marinader och vinägretter, ICA, 1998
- Trädgård i kruka, Semic, 1999
- Lyckas med dina krukväxter, Semic, 2001
- Njut av livet och må bättre, Semic, 2001
- Stora boken om perenner, Semic, 2002
- Huskurer och läkekonster, Semic, 2004
- Kärlekens huskurer, Semic, 2006

### På finska
- Terveeksi kotikonstein; suom. Minna Penttinen, 2007
- Huonekasvit kukoistamaan; suom. Sirkka-Liisa Sjöblom, 2002
- Oliiviöljyä & valkosipulia : historiaa, taikauskoa, viljelyä, ruokaohjeita; 1996
- Mausteikkuna : yrttejä ja mausteita sekä yrteillä maustettua ruokaa; suom. Hilppa Lappalainen, 1995
- Yrteillä makujen maailmaan; suom. Kirsti Tanner ; 1994
- Ruukkupuutarha; suom. Hannele Vainio ; [valokuvat ja piirrokset: Marguerite Walfridson 1994
- Ryytimaa, 1988
- Ruukkukasveja ja leikkokukkia  ; suom. Matti Erkamo ja Katri Laurila 1981